# やくしま (掃海艇・2代)
やくしま（ローマ字：JDS Yakushima, MSC-656、MCL-723）は、海上自衛隊の掃海艇。はつしま型掃海艇の8番艇。艇名は屋久島に由来する。旧海軍鵜来型海防艦「屋久」、うじしま型掃海艇「やくしま」に次いで日本の艦艇としては3代目。

## 艦歴
「やくしま」は、昭和55年度計画掃海艇356号艇として、日本鋼管鶴見造船所で1981年6月15日に起工され、1982年6月22日に進水。1982年12月17日に就役し、同日付で第1掃海隊群隷下に新編された第14掃海隊に「なるしま」とともに編入され、佐世保に配備された。
1996年3月1日、佐世保地方隊下関基地隊第11掃海隊に編入。
1997年3月19日、隊番号の改正により、第11掃海隊が第43掃海隊に改称。
1999年5月13日、掃海管制艇に種別変更され、船籍番号がMCL-723に変更。第1掃海隊群第101掃海隊に編入され、定係港が呉に転籍。
2000年3月13日、掃海部隊の再編により掃海隊群が新編され、第101掃海隊が掃海隊群隷下に編入。
2004年2月16日、除籍。艦名はひらしま型掃海艇「やくしま」に引き継がれた。